# Concerto Palatino
Il Concerto Palatino della Signoria di Bologna fu un complesso di strumenti a fiato e un'importante istituzione civica della città di Bologna. L'ensemble si esibiva in Piazza Maggiore alla mattina e alla sera, oltre ad accompagnare le funzioni liturgiche nella Basilica di San Petronio.
Il Concerto Palatino nacque nel XIII secolo come gruppo di otto trombettieri. Alla fine del XV secolo vi furono aggiunti dei tromboni. La formazione del Concerto Palatino fu definitivamente fissata dal 1537 al 1779 in otto trombe, quattro ciaramelle o successivamente cornetti, quattro tromboni, due viole e percussioni.

## L'ensembleoggi
Il nome Concerto Palatino fu riesumato nel 1986 dal cornettista Bruce Dickey e dal trombonista Charles Toet per uno dei primi complessi strumentali dediti al repertorio dei gruppi originali di alta cappella secondo i criteri dell'esecuzione filologica.

### Discografia (selezione)
- 2010: Matthias Weckmann: Wie liegt die Stadt so wüste; col Cantus Cölln. Harmonia Mundi HMC 902034
- 2009: Heinrich Ignaz Franz Biber: Vespro della beata Vergine (Geistliche Chormusik); col Cantus Cölln. Harmonia Mundi HMC 902001
- 2005: Heinrich Schütz: Symphoniae Sacrae III; col Cantus Cölln. Harmonia Mundi  HMC 901850
- 2004: Johann Rosenmüller: Weihnachtshistorie; col Cantus Cölln. Harmonia Mundi HMC 901861
- 2000: Giovanni Gabrieli: Sonate e Canzoni. Harmonia Mundi HMC 901688
- 1999: Christoph Strauss: Missa Maria Concertata. Harmonia Mundi HMC 905243
- 1995: Francesco Cavalli: Vespro della beata Vergine. Harmonia Mundi HMC 905219
- 1994: Effetti e stravaganze. Accent 94102